# Człopa

Stemă

Człopa este un oraș în Polonia.